# Väderradar

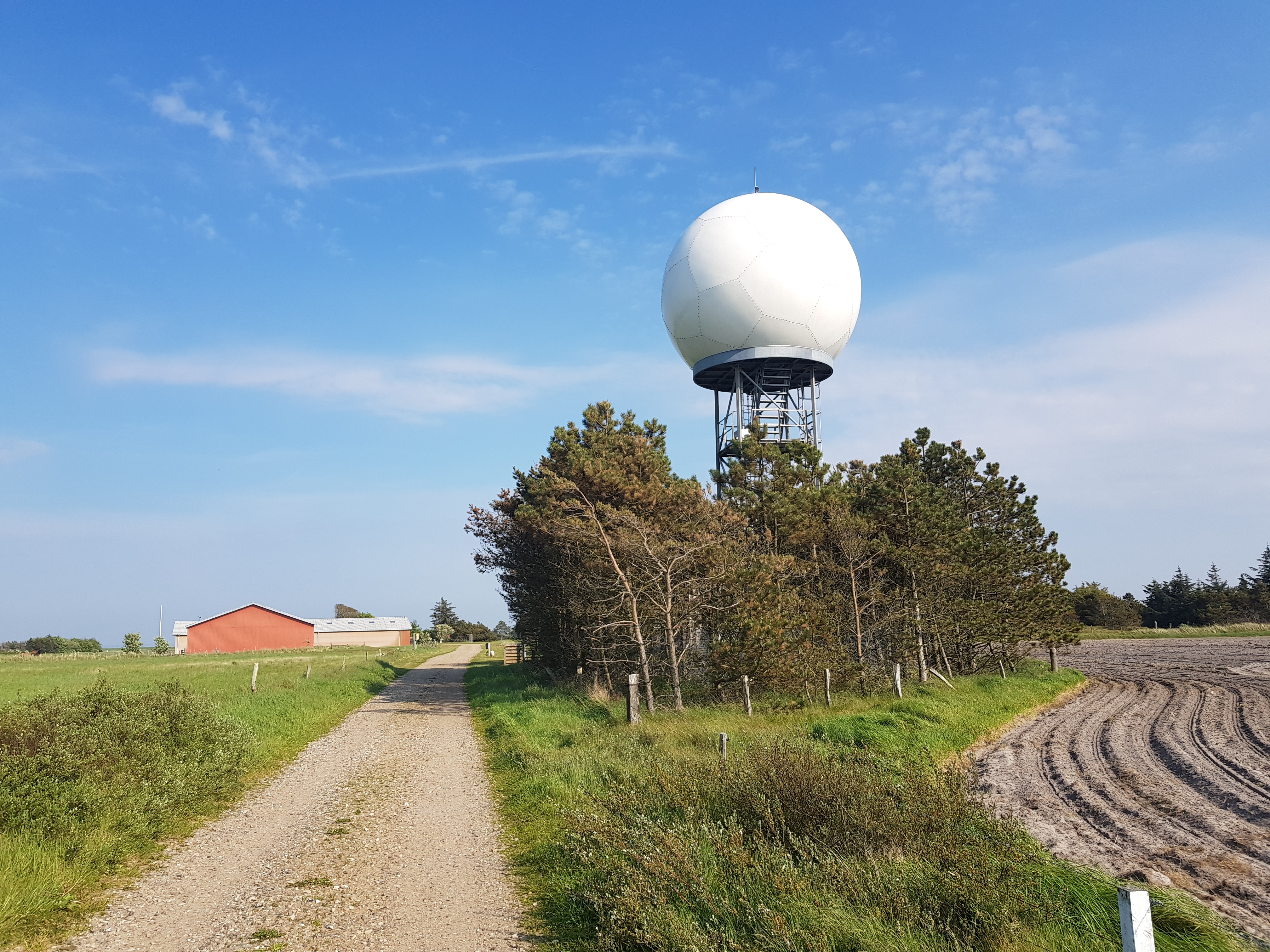
Väderradar i Rømø i Danmark.

Väderradar är en radar (se dopplerradar) som används inom meteorologin för att generera radarbilder, som bland annat kan påvisa position och rörelsemönster för nederbörd, vilket är ett hjälpmedel när man gör väderprognoser och hydrologiska prognoser.
Den typ av väderradar som brukar användas i Europa har en räckvidd på 240–250 km. Information från flera väderradar kan sammanfogas till en bild som kallas radarkomposit. Sådana samarbeten sker över nationsgränserna. Dopplertekniken medför att man även kan få ut värdefull vindinformation. Med hjälp av dopplereffekt kan många falska radarekon, som inte är rörliga, filtreras bort. Vissa felaktigheter förekommer ändå och kan orsakas av exempelvis teknik, atmosfäriska störningar och geografiska orsaker.
Väderradarn används även på flygplan för att spåra dåligt väder längre fram på flygrutten.